# Swing Time (romanzo)
Swing Time è un romanzo del 2016 di Zadie Smith; il quinto pubblicato dall'autrice. È stato tradotto in italiano nel 2017, come anche in francese e spagnolo. Il libro è stato dichiarato un New York Times bestseller, è entrato tra i finalisti del National Book Critics Circle Award negli Stati Uniti e del Man Booker Prize nel 2017. In Italia è entrato nel catalogo degli Oscar Mondadori.

## Trama
Il libro segue la storia della voce narrante, di cui non si conosce il nome, e della sua amica Tracey, conosciuta a lezione di danza da bambina. Le due bambine, nate nelle case popolari di Willesden a Londra, si notano perché entrambe di etnia mista e diventano presto amiche. La voce narrante ha i piedi piatti, mentre Tracey si dimostra presto un'ottima ballerina.
La struttura del racconto non segue un filo cronologico, ma passa spesso dal presente agli anni '80, '90 e 2000, seguendo l'evoluzione dell'amicizia delle due amiche, segnata da alti e bassi, momenti di avvicinamento e di lontananza.
Seguendo la passione per il ballo e la music pop, la voce narrante diventerà assistente personale di Aimee, una nota popstar, seguendola tra gli Stati Uniti, l'Europa e l'Africa. Proprio in Gambia Aimee deciderà di fondare una scuola in un villaggio, con scopo benefico. Visitare il Gambia, permetterà alla protagonista di riflettere sulle proprie origini.
Anche con Aimee la voce narrante svilupperà un rapporto complesso, tra l'ammirazione e i dubbi sempre più crescenti sulla coerenza delle sue azioni. Quando Aimee deciderà di adottare una bambina nel villaggio dove ha fondato la scuola in Gambia, i dubbi sulla buona fede della scelta diventeranno sempre più pressanti, portando ad un conflitto aperto tra le due donne.
Altri personaggi ricorrenti nel romanzo sono la madre della voce narrante, che diventerà un'attivista e una politica britannica e Hawa, una ragazza del villaggio dove Aimee fonda la scuola, che con le sue azioni metterà spesso in discussione le certezze della voce narrante, stimolandone la riflessione.

## Temi ricorrenti
Fin dal titolo, il ballo è un tema ricorrente nel libro, come forma di espressione artistica liberatoria ed ipnotica per la protagonista, che si appassiona a vedere i filmati di Fred Astaire e Michael Jackson.
Come in Denti bianchi, primo romanzo di Zadie Smith, il libro affronta in maniera diffusa il tema dell'appartenenza razziale, facendo incontrare alla protagonista (con madre giamaicana e padre inglese) altri personaggi sia simili che molto diversi da lei, spingendola a problematizzare le etichette con cui comunemente si tendono a definire le persone.
Un altro tema ricorrente è quello della diaspora africana e dell'impatto della tecnologia sulla vita delle persone e sul loro modo di relazionarsi agli altri e ai fatti del mondo.
Zadie Smith ha dichiarato di essersi ispirata ai libri di Elena Ferrante per sviluppare il racconto dell'amicizia tra la narratrice e Tracey.

## Edizioni
- Zadie Smith, Swing Time, traduzione di Silvia Pareschi, 1 ed., scrittori italiani e stranieri, Mondadori, 2017,  p. 417, ISBN 9788804675624.